# Хараламбос Тертикас
Хараламбос Тертикас (на гръцки: Χαράλαμπος Τερτίκας) е гръцки военен, полковник и революционер, капитан на Гръцката въоръжена пропаганда в Македония в началото на XX век.

## Биография
Става военен и достига чин полковник. В началото на XX век се включва в гръцката въоръжена пропаганда в Македония като капитан от първи ред. Става капитан на чета под командването на Димитриос Папавиерос (капитан Гурас) и действа в Кожанско и Леринско с големи резултати. Отличава се в битката при Сетина. Действа заедно с Йоанис Карфис, Томас Кацадурас, Емануил Кацигарис и Отонас Еслин.